# نكات
النَكّات أو أبو فَحْت (الاسم العلمي: Recurvirostra) هو جنس من الطيور يتبع فصيلة النكاتيات من رتبة الزقزاقيات.
وهو طائر خواض جميل جداً ومميز في اللون والشكل، جسمه طويل ورشيق ويغلب على لونه الأبيض والأسود، وله منقار أسود طويل ودقيق ومنحن إلى أعلى. وله أرجل طويله لونها رمادي مائل إلى الأزرق. يفضل المناطق الطينية والساحلية وهو زائر شتوي شائع.

## أنواع النكات
- نكات العالم القديم (الاسم العلمي: Recurvirostra avosetta)
- نكات أميركي (الاسم العلمي: Recurvirostra americana)
- نكات الأنديزي (الاسم العلمي: Recurvirostra andina)
- نكات أسترالي (الاسم العلمي: Recurvirostra novaehollandiae)

## وصلات خارجية
- الحيوان البري في البلاد العربية من الموسوعة العربية العالمية
- موقع طيور الكويت فيه صور لطائر الهدهد في الكويت وغيره من الطيور